# Shin-Ochanomizu (métro de Tokyo)
Shin-Ochanomizu (新御茶ノ水駅, Shin-Ochanomizu-eki) est une station du métro de Tokyo sur la ligne Chiyoda dans l'arrondissement de Chiyoda à Tokyo. Elle est exploitée par le Tokyo Metro.

## Situation sur le réseau
La station Shin-Ochanomizu est située au point kilométrique (PK) 10,7 de la ligne Chiyoda.

## Histoire
La station a été inaugurée le 20 décembre 1969.

## Services aux voyageurs

### Accès et accueil
La station est ouverte tous les jours. Elle consiste en un quai central encadré par 2 voies.
En moyenne, 93 653 voyageurs ont fréquenté quotidiennement la station en 2015.

### Desserte
- Ligne Chiyoda :
  - voie 1 : direction Yoyogi-Uehara (interconnexion avec la ligne Odakyū Odawara pour Hon-Atsugi et Isehara)
  - voie 2 : direction Ayase (interconnexion avec la ligne Jōban pour Toride)

Installations de la station
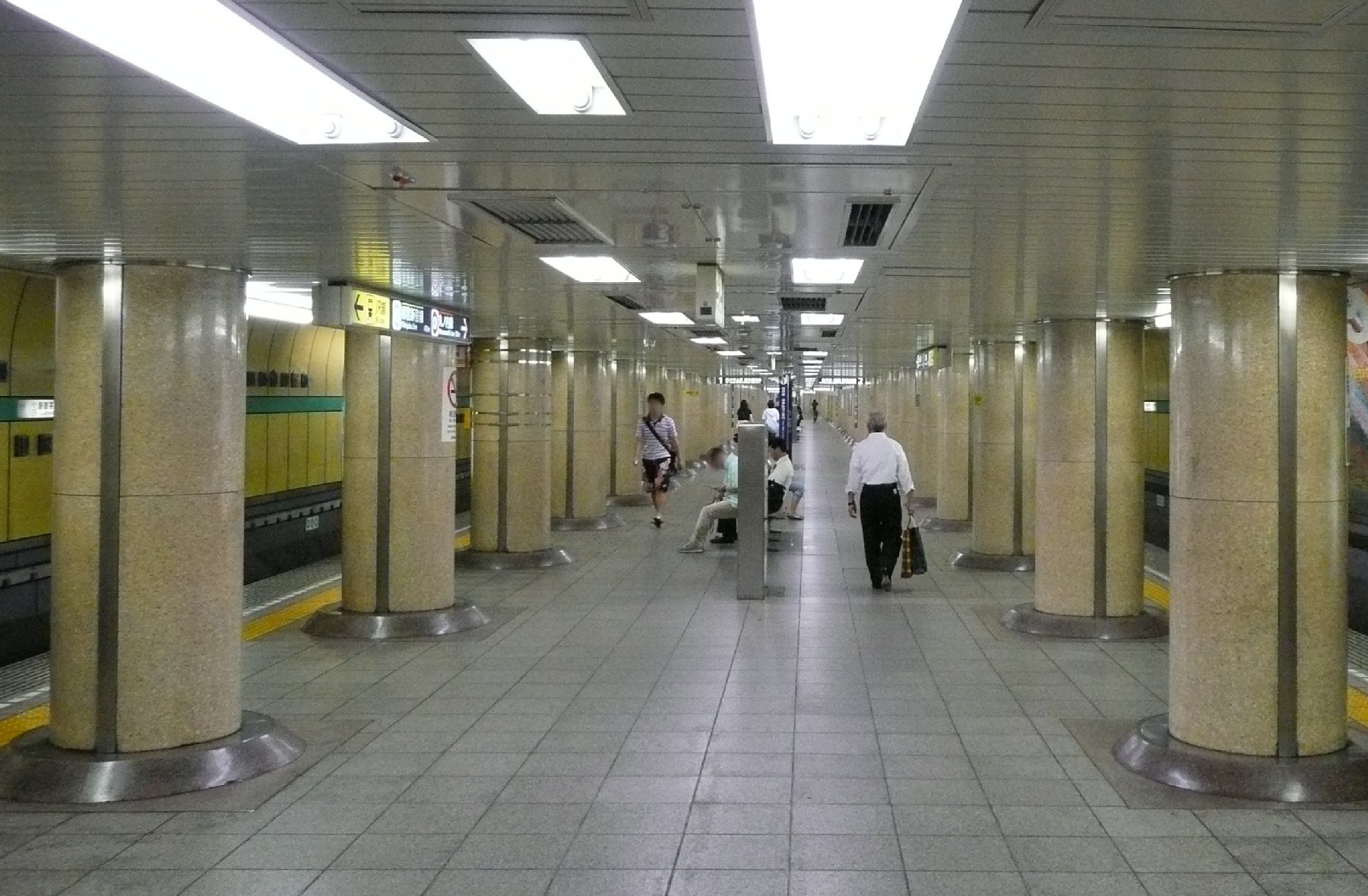
Quai de la ligne Chiyoda
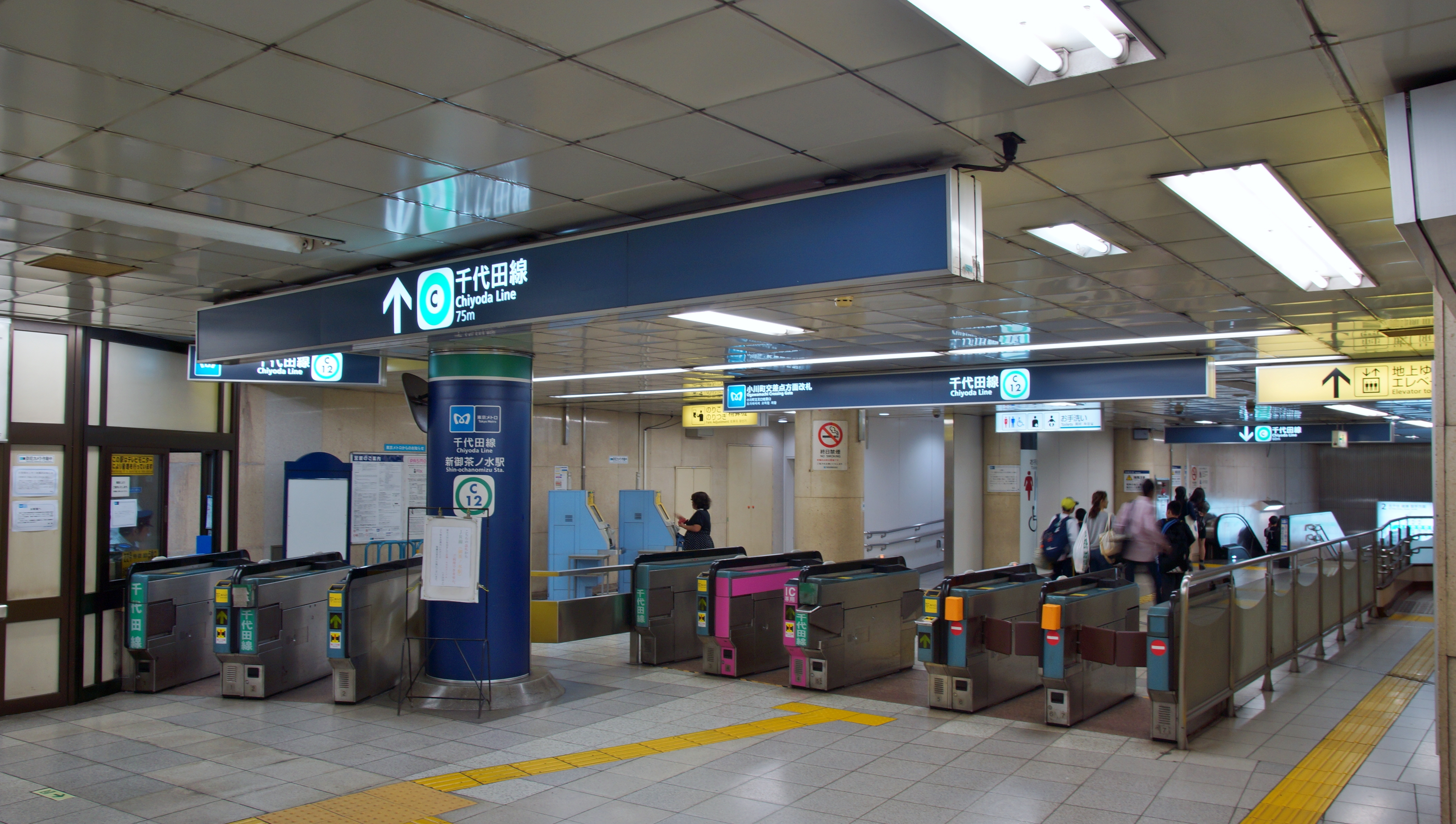
Ligne de contrôle

### Intermodalité
Des correspondances sont possibles avec les stations Awajichō (ligne Marunouchi) et Ogawamachi (ligne Shinjuku). La gare d'Ochanomizu est située à proximité.

## À proximité
- Ochanomizu